# Акраман (кратер)
Акраман (англ. Acraman crater) — ударный кратер в Австралии (штат Южная Австралия). Один из хорошо видимых на спутниковых снимках кратеров. Возраст — около 590 млн лет (эдиакарский период неопротерозойской эры).
Образовался в результате падения астероида-хондрита диаметром 4 км и плотностью 3 г/см³ со скоростью 25 км/с. Удар создал кратер около 90 км в диаметре. Взрыв привел к распространению обломков в одновозрастных отложениях на расстояние до 450 км. Последующие геологические процессы деформировали кратер.

## Слой выброса
Широко распространённый слой выброса, предположительно из кратера Acraman, находится в пределах эдиакарских пород хребта Флиндерс, не менее 300 км к востоку от кратера, и в буровых скважинах в Officer Basin на севере. В то время, в этих краях, было мелководное море, и выброс осел в грязи на дне моря. Выброс содержит минералы образовавшиеся от сотрясения и маленькие конусы растрескивания, состоящие из пород аналогичного по возрасту и составу, что в кратере, совместно с иридийной аномалией обусловленной загрязнением внеземным веществом. Адаптивная радиация морских микроорганизмов (акритархов) происходит как раз над уровнем слоя выброса, и некоторые авторы полагают, что возможно это и явилось причиной. Отмечается близость кратера к области эдиакарской биоты, хотя, вероятно, значение не столь существенно, учитывая вероятные глобальные последствия удара.